# Сорбенты
Сорбенты (от лат. sorbens — поглощающий) — твёрдые тела или жидкости, избирательно поглощающие (сорбирующие) из окружающей среды газы, пары или растворённые вещества. В зависимости от характера сорбции различают абсорбенты — тела, образующие с поглощённым веществом твёрдый или жидкий раствор, адсорбенты — тела, поглощающие (сгущающие) вещество на своей (обычно сильно развитой) поверхности, и химические поглотители, которые связывают поглощаемое вещество, вступая с ним в химическое взаимодействие. Отдельную группу составляют ионообменные сорбенты (иониты), поглощающие из растворов ионы одного типа с выделением в раствор эквивалентного количества ионов другого типа. Широко используют активированный уголь, силикагель, оксид алюминия, диоксид кремния, различные ионообменные смолы, дибутилфталат и др.
Твёрдые сорбенты подразделяются на гранулированные и волокнистые.

## Применение в промышленности
Сорбенты применяются в качестве штатных средств для экологической безопасности — например, на АЗС, для очистки технической воды, применяемой в промышленности. Кроме того, сорбенты используют для устранения последствий нефтеразливов.
Углеродные молекулярные сита из сорбентов используются в промышленности в установках для разделения газов, работающих по методу короткоцикловой безнагревной адсорбции (КЦА)

## Применение в медицине
Сорбенты и энтеросорбенты применяются в профилактике и лечении различных заболеваний.
При нехирургическом лечении онкологических заболеваний используется трансартериальная химиоэмболизация микросферами, состоящими из адсорбента-полимера, насыщенного цитостатическим препаратом, который постепенно десорбируется в ткань, поражённую опухолью.
Применение природных сорбентов в борьбе с эндотоксикозами быстро развивается. Если в середине XX века на первых этапах это были углеродные сорбенты и их модифицированные аналоги, то затем их количество стало расти. Подавляющее число сорбентов сейчас[когда?] получают из растительного сырья, а точнее из оболочек растительных клеток (сорбенты на основе целлюлозы) или из стромы растений (пектиновые сорбенты). Результаты эфферентной терапии с участием сорбентов первого типа — это полифепан, лигносорб и микроцел.

## Классификация сорбентов
- Углеродные адсорбенты на основе природных и синтетических материалов (активированные угли, в том числе таблетированные формы; активированные углеродные волокна);
- Силикагели;
- Цеолиты;
- Алюмогели (альмагель, маалокс);
- Алюмосиликаты;
- Другие неорганические сорбенты;
- Ионообменные материалы;
- Органоминеральные и композиционные сорбенты;
- Жидкие абсорбенты (вода, масла);
- Органические синтетические и природные сорбенты (энтеросгель, полисорбы, энтеродез, энтеросорб; лигнины в различных модификациях — полифепан; хитин, хитозан; целлюлоза), пектины.